# Myrna Dell
Myrna Dell, nata Marilyn Adele Dunlap (Los Angeles, 5 marzo 1924 – Studio City, 11 febbraio 2011), è stata un'attrice statunitense.

## Filmografia parziale

### Cinema
- Raiders of Red Gap, regia di Sam Newfield (1943)
- Arizona Whirlwind, regia di Robert Emmett Tansey (1944)
- The Falcon's Adventure, regia di William Berke (1946)
- Notturno di sangue (Nocturne), regia di Edwin L. Marin (1946)
- Destination Murder, regia di Edward L. Cahn (1950)
- Le furie (The Furies), regia di Anthony Mann (1950)
- Here Come the Marines, regia di William Beaudine (1952)
- La famiglia assassina di Ma Barker (Ma Barker's Killer Brood), regia di Bill Karn (1960)

### Televisione
- Pete and Gladys – serie TV, episodio 1x19 (1961)